# Очеретник белый
Очере́тник бе́лый (лат. Rhynchóspora álba) — вид травянистых растений рода Очеретник (Rhynchospora) семейства Осоковые (Cyperaceae), внесён в Красные книги и списки редких растений некоторых регионов России.

## Ботаническое описание

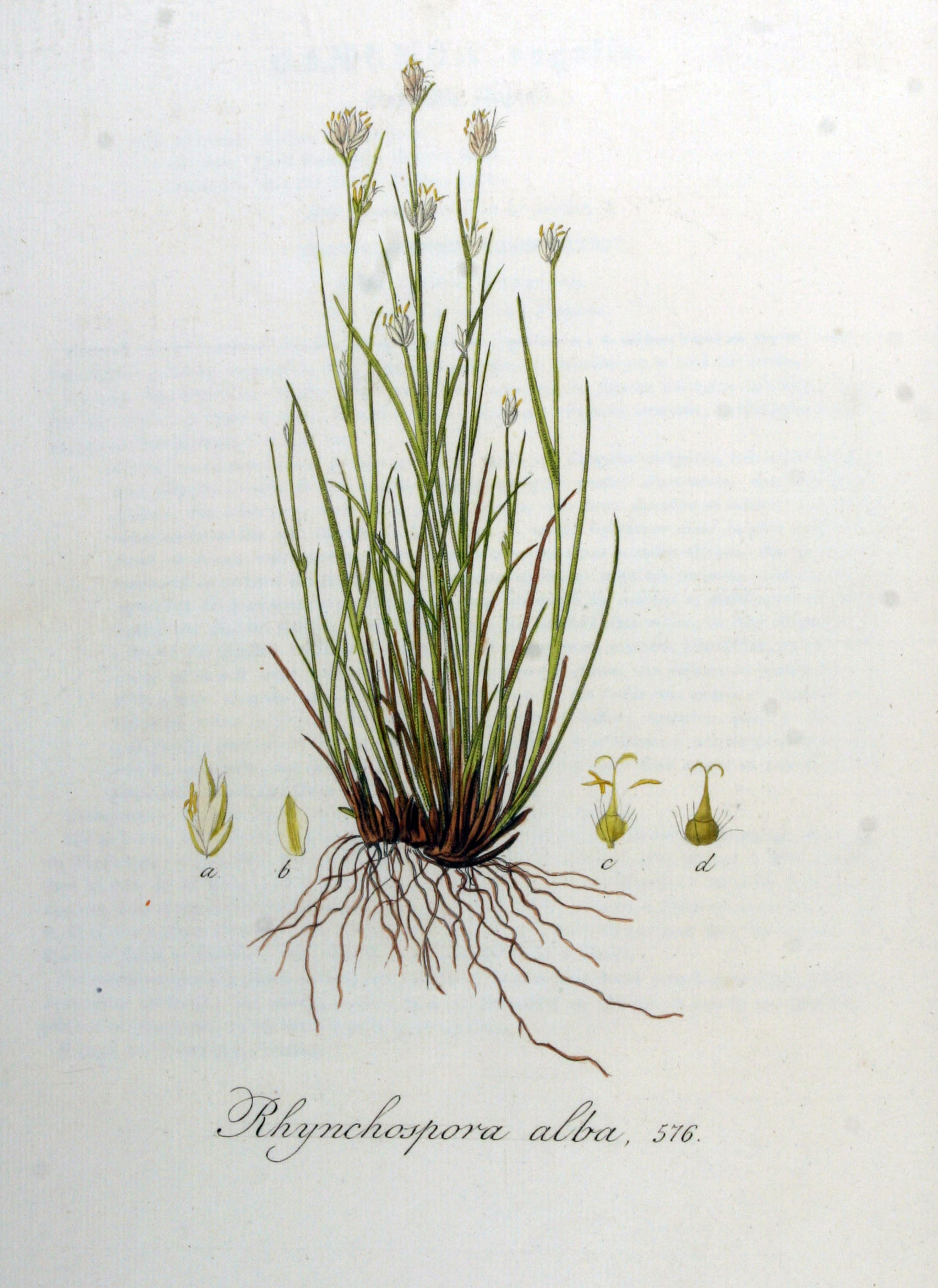

Многолетнее травянистое растение. Стебли трёхгранные, высотой 10—40 см.
Листья узколинейные, 1—2 мм шириной.
Соцветие — один верхушечный или 2-8 расставленных колосков.
Плод — обратнояйцевидный орешек.
Цветёт в июне, размножается в основном семенами.

## Ботаническая классификация

### Синонимы
По сведениям базы данных The Plant List, в синонимику вида входят:
- Dichromena alba (L.) J.F.Macbr.
- Mariscus albus (L.) Gilib. nom. inval.
- Phaeocephalum album (L.) House
- Rhynchospora luquillensis Britton
- Schoenus albus L.
- Scirpus albus (L.) Salisb.
- Triodon albus (L.) Farw.